# 다사축구장
다사축구장(多斯蹴球場, Dasa Football Field)은 대한민국 대구광역시 달성군에 있는 스포츠 시설이다. 천연잔디 필드가 갖춰진 경기장이며, 2009년 11월에 준공되었다. 대한파크골프협회 공인을 받은 파크골프 경기장이 부속 시설로 설치되어 있다.

## 참고 문헌
- 《2023 전국 공공체육시설 현황 (2022년 12월말 기준)》. 대한민국 문화체육관광부. 2024.
- 《2024년 전국 공공체육시설 현황(2023.12.31.기준)》. 대한민국 문화체육관광부. 2025.
- “다사축구장”. 달성군시설관리공단.